# Cloreto de potássio (uso médico)
Cloreto de potássio é usado como um medicamento para tratar e prevenir a hipocaliemia. O baixo potássio no sangue pode ocorrer devido a vómitos, diarreia, ou certos medicamentos. A versão concentrada deve ser diluída antes do uso. É dada por lenta injecção em uma veia ou pela boca. O fármaco também é utilizado para cessar os batimentos cardíacos do feto na técnica abortiva de assistolia fetal.
Efeitos secundários podem incluir problemas de coração se dado muito rapidamente através de injecção numa veia. Pela boca pode resultar em dor abdominal, úlcera péptica ou hemorragia gastrointestinal. Maior cuidado é recomendado em pessoas com problemas renais. Enquanto hipercaliemia não ocorrer, acredita-se que o seu uso na gravidez ou na amamentação possa ser para o bebé. Geralmente, a força da formulação de injecção em uma veia, não deve ser maior do que 40 mmol/l (3gm/l).
Cloreto de potássio veio em grande escala comercial como fertilizante, em 1861, e tem sido usado medicinalmente desde a década de 1950. Faz parte da Lista de Medicamentos Essenciais da Organização Mundial de Saúde, uma lista dos mais eficazes e seguros medicamentos que são necessários em um sistema de saúde. O cloreto de potássio está disponível como um medicamento genérico. O custo no mundo em desenvolvimento é de cerca de 0.44 USD por cada 10 ml de solução a 10%. No Reino Unido, 10 ml de 15% custa ao NHS cerca de 0.48 libras.